# Seriphidium tenuisectum
Seriphidium tenuisectum là một loài thực vật có hoa trong họ Cúc. Loài này được (Nevski) Poljakov miêu tả khoa học đầu tiên năm 1961.